# Prima Divisione Lazio 1945-1946
La Prima Divisione fu il massimo campionato regionale di calcio disputato nel Lazio nella stagione 1945-1946.
I gironi della regione Lazio furono gestiti dalla Lega Regionale Laziale, ex Direttorio XI Zona.

## Girone A

### Squadre partecipanti
| Club                       | Città (provincia)     | Stagione precedente |
| -------------------------- | --------------------- | ------------------- |
| A.S. Albana Juventus       | Albano Laziale (Roma) |                     |
| S.S. Artiglio              | Roma                  |                     |
| S.S. Braccianese           | Bracciano (Roma)      |                     |
| S.S. Cavour                | Roma                  |                     |
| U.S. Celio "Colosseum"     | Roma                  |                     |
| S.G.S. Fortitudo           | Roma                  |                     |
| G.S. Frascati              | Frascati (Roma)       |                     |
| S.S. Italia Nova           | Roma                  |                     |
| S.S. Libertas Monte Sacro  | Roma-Monte Sacro      |                     |
| C.R.A.L. Az.Agr. Maccarese | Maccarese (Roma)      |                     |
| G.S. Rinascimento          | Roma                  |                     |
| S.P. Tarquinia             | Tarquinia (VT)        |                     |
| A.S. Tuscania              | Tuscania (VT)         |                     |
| S.S. Vivace                | Grottaferrata (Roma)  |                     |

### Classifica finale
|  | Pos. | Squadra              | Pt | G  | V  | N  | P  | GF | GS | DR  |
|  | ---- | -------------------- | -- | -- | -- | -- | -- | -- | -- | --- |
|  | 1.   | Artiglio             | 39 | 26 | 16 | 7  | 3  | 51 | 22 | +29 |
|  | 2.   | Vivace               | 38 | 26 | 16 | 6  | 4  | 57 | 31 | +26 |
|  | 3.   | Tuscania             | 37 | 26 | 15 | 7  | 4  | 55 | 30 | +25 |
|  | 4.   | Celio Colosseum      | 31 | 26 | 11 | 9  | 6  | 55 | 36 | +19 |
|  | 5.   | Maccarese            | 30 | 26 | 12 | 6  | 8  | 50 | 36 | +14 |
|  | 6.   | Tarquinia            | 29 | 26 | 12 | 5  | 9  | 44 | 42 | +2  |
|  | 7.   | Frascati             | 26 | 26 | 10 | 6  | 10 | 45 | 40 | +5  |
|  | 8.   | Rinascimento         | 25 | 26 | 7  | 11 | 8  | 36 | 38 | -2  |
|  | 9.   | Fortitudo            | 24 | 26 | 7  | 10 | 9  | 30 | 28 | +2  |
|  | 10.  | Libertas Monte Sacro | 21 | 26 | 8  | 5  | 13 | 35 | 48 | -13 |
|  | 11.  | Braccianese (-1)     | 20 | 26 | 8  | 5  | 13 | 28 | 39 | -11 |
|  | 12.  | Italia Nova          | 17 | 26 | 6  | 5  | 15 | 29 | 53 | -24 |
|  | 13.  | Albana Juventus      | 14 | 26 | 3  | 8  | 15 | 27 | 59 | -32 |
|  | 14.  | Cavour               | 10 | 26 | 2  | 6  | 18 | 15 | 59 | -44 |

Legenda:
      Ammesso alle finali regionali.
      Retrocesso in Seconda Divisione.
Regolamento:
Due punti a vittoria, uno a pareggio, zero a sconfitta.
Pari merito in caso di pari punti.
Note:
Braccianese ha scontato 1 punto di penalizzazione in classifica per una rinuncia.
Differenza di 4 reti nel computo totale reti fatte/reti subite (557/561).

## Girone B

### Squadre partecipanti
| Club                   | Città (provincia)       | Stagione precedente |
| ---------------------- | ----------------------- | ------------------- |
| A.S. Aurelia           | Roma                    |                     |
| S.S. Centocelle        | Roma                    |                     |
| S.S. Cozzi             | Roma                    |                     |
| Pol. Indomita          | Roma                    |                     |
| G.S. Libertas          | Tivoli (Roma)           |                     |
| S.S. M.A.G. Sebastiani | Rieti                   |                     |
| A.S. Marino            | Marino (Roma)           |                     |
| C.S. Mentana           | Mentana (Roma)          |                     |
| Pol. Monterotondo      | Monterotondo (Roma)     |                     |
| A.S. Portuense         | Roma                    |                     |
| U.S. Palombara         | Palombara Sabina (Roma) |                     |
| G.S. S.T.E.F.E.R.      | Roma                    |                     |
| S.S. San Lorenzo       | Roma                    |                     |

### Classifica finale
|  | Pos. | Squadra         | Pt       | G  | V  | N | P  | GF | GS | DR  |
|  | ---- | --------------- | -------- | -- | -- | - | -- | -- | -- | --- |
|  | 1.   | STEFER Roma     | 38       | 22 | 18 | 2 | 2  | 64 | 28 | +36 |
|  | 2.   | Portuense       | 32       | 22 | 14 | 4 | 4  | 44 | 21 | +23 |
|  | 3.   | San Lorenzo     | 32       | 22 | 14 | 4 | 4  | 41 | 22 | +19 |
|  | 4.   | Indomita        | 31       | 22 | 13 | 5 | 4  | 42 | 20 | +22 |
|  | 5.   | Monterotondo    | 25       | 22 | 11 | 3 | 8  | 27 | 22 | +5  |
|  | 6.   | Aurelia         | 20       | 22 | 7  | 6 | 9  | 32 | 29 | +3  |
|  | 7.   | Mentana         | 17       | 22 | 5  | 7 | 10 | 24 | 32 | -8  |
|  | 8.   | Libertas Tivoli | 16       | 22 | 5  | 6 | 11 | 34 | 43 | -9  |
|  | 9.   | Palombara       | 15       | 22 | 7  | 1 | 14 | 40 | 50 | -10 |
|  | 9.   | Centocelle      | 15       | 22 | 6  | 3 | 13 | 24 | 46 | -22 |
|  | 11.  | Cozzi           | 12       | 22 | 4  | 4 | 14 | 25 | 49 | -24 |
|  | 12.  | Marino          | 11       | 22 | 3  | 5 | 14 | 27 | 62 | -35 |
|  | ---  | MAG Sebastiani  | Ritirato |    |    |   |    |    |    |     |

Legenda:
      Ammesso alle finali regionali.
      Ritirato dal campionato.
Regolamento:
Due punti a vittoria, uno a pareggio, zero a sconfitta.
Pari merito in caso di pari punti.

### Spareggio d'accesso alle finali
|           | Risultati |             | Luogo e data         |
| --------- | --------- | ----------- | -------------------- |
| Portuense | 2 - 1     | San Lorenzo | Roma, 19 maggio 1946 |
|           |           |             |                      |

## Girone C

### Squadre partecipanti
| Club               | Città (provincia)      | Stagione precedente |
| ------------------ | ---------------------- | ------------------- |
| S.S. A.L.M.A.S.    | Roma                   |                     |
| A.S. Anzio         | Anzio (Roma)           |                     |
| S.S. Avia          | Roma                   |                     |
| S.S. Cynthia       | Genzano di Roma (Roma) |                     |
| G.S. Ferrovieri    | Roma                   |                     |
| U.S. Isola Liri    | Isola del Liri (FR)    |                     |
| A.S. Nettuno       | Nettuno (Roma)         |                     |
| A.S. Ostiense      | Roma                   |                     |
| A.S. Petriana      | Roma                   |                     |
| S.S. Poligrafico   | Roma                   |                     |
| U.S. Sora          | Sora (FR)              |                     |
| S.S. Torpignattara | Roma                   |                     |
| Virtus Latina      | Latina                 |                     |

### Classifica finale
|  | Pos. | Squadra         | Pt | G  | V  | N | P  | GF | GS | DR  |
|  | ---- | --------------- | -- | -- | -- | - | -- | -- | -- | --- |
|  | 1.   | ALMAS           | 37 | 24 | 16 | 5 | 3  | 53 | 16 | +37 |
|  | 2.   | Ostiense        | 31 | 23 | 13 | 5 | 5  | 33 | 19 | +14 |
|  | 3.   | Torpignattara   | 32 | 24 | 12 | 8 | 4  | 55 | 30 | +25 |
|  | 4.   | Anzio           | 29 | 23 | 14 | 1 | 8  | 39 | 25 | +14 |
|  | 5.   | Poligrafico     | 28 | 24 | 11 | 6 | 7  | 45 | 32 | +13 |
|  | 5.   | Nettuno         | 28 | 24 | 12 | 4 | 8  | 32 | 28 | +4  |
|  | 7.   | Sora            | 27 | 24 | 12 | 3 | 9  | 36 | 24 | +12 |
|  | 8.   | Isola Liri      | 22 | 24 | 8  | 6 | 10 | 31 | 39 | -8  |
|  | 9.   | Ferrovieri Roma | 20 | 24 | 9  | 2 | 13 | 25 | 49 | -24 |
|  | 10.  | Cynthia         | 18 | 24 | 7  | 4 | 13 | 28 | 43 | -14 |
|  | 11.  | Avia            | 16 | 24 | 6  | 4 | 14 | 27 | 42 | -15 |
|  | 12.  | Virtus Latina   | 14 | 24 | 5  | 4 | 15 | 32 | 57 | -25 |
|  | 13.  | Petriana        | 8  | 24 | 3  | 2 | 19 | 29 | 63 | -34 |

Legenda:
      Ammesso alle finali regionali.
      Successivamente ammesso in Serie C.
      Retrocesso in Seconda Divisione.
Regolamento:
Due punti a vittoria, uno a pareggio, zero a sconfitta.
Pari merito in caso di pari punti.
Note:
Ostiense e Anzio 1 partita in meno.
Poligrafico e Sora ammesse in Serie C dalla FIGC.

## Finali regionali

### Classifica finale
|  | Pos. | Squadra     | Pt      | G | V | N | P | GF | GS | DR |
|  | ---- | ----------- | ------- | - | - | - | - | -- | -- | -- |
|  | 1.   | STEFER Roma | 10      | 8 | 4 | 2 | 2 | 15 | 7  | +8 |
|  | 2.   | ALMAS       | 9       | 8 | 3 | 3 | 2 | 10 | 11 | -1 |
|  | 2.   | Ostiense    | 9       | 8 | 3 | 3 | 2 | 7  | 7  | 0  |
|  | 4.   | Portuense   | 8       | 8 | 3 | 2 | 3 | 9  | 13 | -4 |
|  | 5.   | Artiglio    | 4       | 8 | 1 | 2 | 5 | 10 | 13 | -3 |
|  | --   | Vivace      | Escluso |   |   |   |   |    |    |    |

Legenda:
      Promosso in Serie C 1946-1947.
      Escluso dal campionato.
Regolamento:
Due punti a vittoria, uno a pareggio, zero a sconfitta.
Pari merito in caso di pari punti.
Note:
Ostiense ammessa d'ufficio in Serie C dalla FIGC.

### Spareggio promozione
|       | Risultati |          | Luogo e data        |
| ----- | --------- | -------- | ------------------- |
| ALMAS | 4 - 0     | Ostiense | Roma, 3 agosto 1946 |
|       |           |          |                     |